# Luc Winants
Luc Winants (Watermael-Boitsfort, 1º gennaio 1963 – 7 febbraio 2023) è stato uno scacchista belga.

## Biografia
Winants ottenne il titolo di Maestro Internazionale nel 1986 dalla FIDE con gli standard raggiunti alla 26ª Olimpiade di Scacchi a Salonicco e al Campionato Belga di Scacchi ad Anderlecht nel 1986. Divenne Gran Maestro due anni dopo. Prese parte a otto tornei delle Olimpiadi di scacchi con la nazionale belga. Si piazzò secondo al Cappelle-la-Grande Open nel 2002.
Al momento del decesso, avvenuto nel 2023, aveva un punteggio ELO pari a 2512.